# پائول فن آسبروخ
پائول فن آسبروخ (هلندی: Paul Van Asbroeck؛ ۱ مهٔ ۱۸۷۴ – ۱۹۵۹) تیرانداز اهل بلژیک بود.
وی در مسابقات کشوری و بین‌المللی در مجموع برندهٔ ۱ مدال طلا، ۱ مدال نقره، ۱ مدال برنز شده‌است.